# یول‌آچان (تاش‌اوا)
یول‌آچان (به لاتین: Yolaçan) یک منطقهٔ مسکونی در ترکیه است که در تاشوا واقع شده‌است.